# Cann & Company

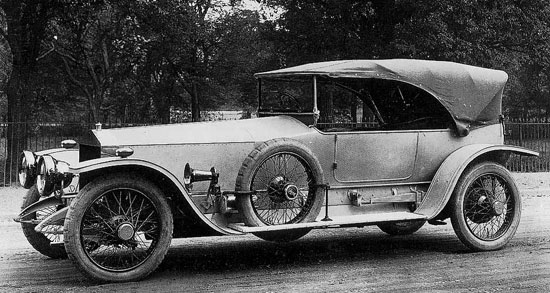
Rolls-Royce Silver Ghost mit Aufbau von Cann & Company

Cann & Company war ein britisches Karosseriebauunternehmen.

## Unternehmensgeschichte
Das Unternehmen hatte seinen Sitz in Camden Town im Nordwesten Londons. Es stellte Karosserien für Automobile her. Von 1905 bis 1913 zeigte es sie jährlich auf den britischen Automobilausstellungen. 1913 endete der Karosseriebau plötzlich. Das Unternehmen existierte noch nach dem Ersten Weltkrieg.

## Aufbauten
Viele Aufbauten waren offene Tourenwagen.
Jedes Jahr wurde ein Fahrzeug auf dem Fahrgestell der White Motor Company ausgestellt. Außerdem wurden importierte Fahrgestelle von Benz & Cie., Brasier, Delaunay-Belleville und Minerva Motors karossiert. In einer Anzeige wurde auch ein Peugeot aufgeführt.
Viele Fahrzeuge basierten auf Fahrgestellen einheimischer Automobilhersteller. Bekannt sind Maudslay Motor Company, Napier & Son, Rolls-Royce Motor Cars, Valveless, Wolseley Motor Company und Wolseley-Siddeley.
Ein White von 1909 als Doppelphaeton wurde am 3. September 2004 für 62.000 Pfund Sterling versteigert. Ein erhaltener Minerva von 1913 mit Aufbau von Cann wurde 2019 für 41.440 US-Dollar versteigert. Daneben sind zwei Rolls-Royce mit Cann-Karosserien bekannt. Ein Delaunay-Belleville blieb in Australien erhalten.